# José Germano da Cunha

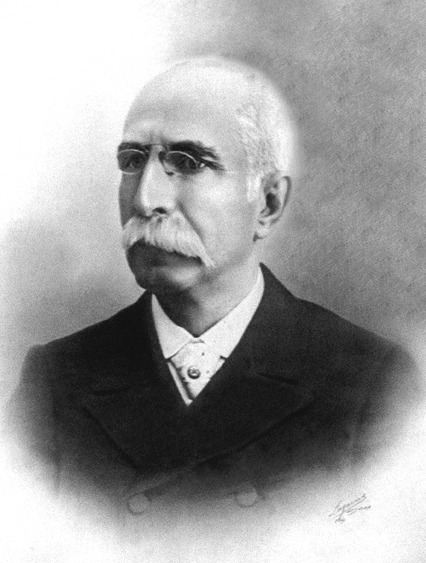
José Germano da Cunha

José Germano da Silva Pereira e Cunha (Castelo Branco, 22 de Novembro de 1839 — Fundão, 3 de Agosto de 1903), mais conhecido por José Germano da Cunha, foi um poeta, jornalista e historiador local, autor de várias obras sobre a historiografia do Fundão e da região circundante.

## Biografia
Nasceu em Castelo Branco, filho de Daniel da Silva Pereira e Cunha (1804-1880), que fora presidente da Câmara Municipal do Fundão nos anos de 1843-1844 e 1858, escritor e advogado, e de sua esposa Leonor Cândida da Silva. Foi casado duas vezes, a primeira com Maria Augusta de Paiva Carneiro e Cunha, a segunda com Maria Manuela dos Santos e Cunha. Do primeiro casamento nasceu o jornalista e empresário Alfredo da Cunha.
Dificuldades causadas por deficiências de visão, que o levariam à cegueira poucos anos antes de falecer, obrigaram-no a abandonar os estudos em 1855, mas apesar disso dedicou-se ao estudo de temas da história e escreveu poesia e diversas obras de carácter historiográfico, para além de manter extensa colaboração na imprensa do Distrito de Castelo Branco.
Colaborou, ainda muito novo, no Almanaque de Lembranças com artigos diversos e poesia e depois em vários jornais. Foi fundador e redactor dos periódicos O Apóstolo da Verdade (Fundão, 1870-1871) e Jornal do Fundão (Fundão, 1898) e colaborou em A Beira Baixa (Fundão, 1891) e Unhais da Serra (impresso em Lisboa a partir de 1900).
Esteve ligado à Santa Casa da Misericórdia do Fundão e foi determinante na construção do Casino Fundanense e do Mercado Municipal do Fundão.

## Obras publicadas
- A torre dos namorados, 1866;
- Notícia histórica da Santa Casa da Misericórdia do Fundão, 1870;
- A propósito da Monografia de Castelo Branco;
- Fotografias (sonetos);
- Fotografias (versos humorísticos), 2.ª edição correcta e muito aumentada, Lisboa, 1893;
- Apontamentos para a história do concelho do Fundão, Lisboa, 1892;
- O conselheiro de Estado José Silvestre Ribeiro;
- Jornalismo do distrito de Castelo Branco (resenha histórica);
- O Fundão (breve notícia com gravuras), Lisboa, 1898;
- Entre sombras (versos), 1903.